# Atletica leggera ai Giochi della XXXII Olimpiade - 10000 metri piani femminili

Video della Finale (ultimi 5 giri)

Ai Giochi della XXXII Olimpiade la competizione dei 10000 metri piani femminili si è svolta il 7 agosto 2021 presso lo Stadio nazionale di Tokyo.

## Presenze ed assenze delle campionesse in carica
| Competizione      | Atleta                 | Prestazione |               |
| ----------------- | ---------------------- | ----------- | ------------- |
| Olimpiadi 2016    | Almaz Ayana            | 29'17"45    | Ritir. 2019   |
| Commonwealth 2018 | Stella Chesang         | 31'45”30    | Solo 5000 m   |
| Europei 2018      | Lonah Chemtai Salpeter | 31'43”29    | Solo Maratona |
| Asiatici 2018     | Darya Maslova          | 32'07”23    | Solo Maratona |
| Panamericani 2019 | Natasha Wodak          | 31'55”17    | Solo Maratona |
| Africani 2019     | Tsehay Gemechu         | 31'56”92    | Presente      |
| Mondiali 2019     | Sifan Hassan           | 30'17”62    | Presente      |

Graduatoria mondiale
In base alla classifica della Federazione mondiale, le migliori atlete iscritte alla gara erano le seguenti:
| Pos. | Atleta           | Punti | Note |
| ---- | ---------------- | ----- | ---- |
| 1    | Sifan Hassan     | 1459  |      |
| 2    | Letesenbet Gidey | 1410  |      |
| 4    | Hellen Obiri     | 1356  |      |

## La gara
Sifan Hassan è venuta a Tokyo per realizzare una tripletta unica: 5000, 1500 e 10000 metri. Finora ha conquistato l'oro nella prima e il bronzo nella seconda competizione. I 10 mila metri si corrono cinque giorni dopo i 5000 ed il giorno dopo i 1500 metri.

L'olandese si nasconde e lascia che la gara la facciano le altre. Nessuna si espone, ne consegue un ritmo lento: 3'03”, il primo km, 3'01”4 il secondo e 3'06”5 il terzo. Letesenbet Gidey, la primatista mondiale, prende l'iniziativa ed infila due km consecutivi sotto i tre minuti. I primi 5000 metri sono coperti in 15'08”23.

Il gruppo si è scremato: in testa sono rimaste in sette. La Gidey dà un ulteriore scossone percorrendo i tre km successivi (6º-7º-8º) sotto i 2'57”. Ne fa le spese Hellen Obiri, che si stacca, assieme ad altre due contendenti. Rimangono in tre: Gidey, Hassan e Kalkidan Gezahegne, etiope con passaporto del Bahrein. Hassan, dotata di uno sprint micidiale, ha la vittoria in tasca. 
Alla campanella dell'ultimo giro Gidey accelera, ma le due avversarie rimangono incollate.
All'ultima curva l'etiope aumenta il ritmo, ma si vede superata prima dalla Hassan e poi dalla Gezahegne. È un duello tra queste ultime, con la Gezahegne che spavaldamente va alla caccia della vittoria e la Hassan che è costretta a prodursi in un secondo sprint per difendere il primo posto.
Sifan Hassan ha percorso gli ultimi 100 metri in  13”5;  Kalkidan Gezahegne in 14”4.

## Risultati

### Finale
| Record mondiale | Letesenbet Gidey | 29'01"03 | Hengelo        | 8 giugno 2021  |
| Record olimpico | Almaz Ayana      | 29'17"45 | Rio de Janeiro | 12 agosto 2016 |

Venerdì 7 agosto, ore 19:00.
| Posizione | Nome                      | Nazionalità   | Tempo    | Note                                     |
| --------- | ------------------------- | ------------- | -------- | ---------------------------------------- |
|           | Sifan Hassan              | Paesi Bassi   | 29'55"32 |                                          |
|           | Kalkidan Gezahegne        | Bahrein       | 29'56"18 |                                          |
|           | Letesenbet Gidey          | Etiopia       | 30'01"72 |                                          |
| 4         | Hellen Obiri              | Kenya         | 30'24"27 | Miglior prestazione personale            |
| 5         | Francine Niyonsaba        | Burundi       | 30'41"93 | Record nazionale                         |
| 6         | Irine Cheptai             | Kenya         | 30'44"00 | Miglior prestazione personale            |
| 7         | Ririka Hironaka           | Giappone      | 31'00"71 | Miglior prestazione personale            |
| 8         | Konstanze Klosterhalfen   | Germania      | 31'01"97 |                                          |
| 9         | Eilish McColgan           | Gran Bretagna | 31'04"46 |                                          |
| 10        | Emily Sisson              | Stati Uniti   | 31'09"58 |                                          |
| 11        | Yasemin Can               | Turchia       | 31'10"05 | Miglior prestazione personale stagionale |
| 12        | Karissa Schweizer         | Stati Uniti   | 31'19"96 |                                          |
| 13        | Alicia Monson             | Stati Uniti   | 31'21"36 |                                          |
| 14        | Andrea Seccafien          | Canada        | 31'36"36 |                                          |
| 15        | Dolshi Tesfu              | Eritrea       | 31'37"98 |                                          |
| 16        | Sheila Chelangat          | Kenya         | 31'48"23 |                                          |
| 17        | Jessica Judd              | Gran Bretagna | 31'56"80 |                                          |
| 18        | Meraf Bahta               | Svezia        | 32'10"49 |                                          |
| 19        | Camille Buscomb           | Nuova Zelanda | 32'10"49 | Miglior prestazione personale stagionale |
| 20        | Dominique Scott           | Sudafrica     | 32'14"05 |                                          |
| 21        | Hitomi Niiya              | Giappone      | 32'23"87 | Miglior prestazione personale stagionale |
| 22        | Yuka Ando                 | Giappone      | 32'40"77 |                                          |
| 23        | Selamawit Teferi          | Israele       | 32'46"46 |                                          |
| 24        | Mercyline Chelangat       | Uganda        | 33'10"90 |                                          |
|           | Tsigie Gebreselama        | Etiopia       | dnf      |                                          |
|           | Karoline Bjerkeli Grovdal | Norvegia      | dnf      |                                          |
|           | Susan Krumins             | Paesi Bassi   | dnf      |                                          |
|           | Sarah Lahti               | Svezia        | dnf      |                                          |
|           | Tsehay Gemechu            | Etiopia       | dq       |                                          |